# Młodzieżowe Drużynowe Mistrzostwa Polski na Żużlu 2015
Młodzieżowe Drużynowe Mistrzostwa Polski 2015 – zawody żużlowe, mające na celu wyłonienie medalistów młodzieżowych drużynowych mistrzostw Polski w sezonie 2015. Rozegrano eliminacje w czterech grupach, z których zwycięzcy zmierzyli się w finale rozegranym 4 września 2015 r. w Opolu, w którym zwyciężyli zawodnicy Betardu Sparty Wrocław.

## Finał
- Opole, 4 września 2015
- Sędzia: Ryszard Bryła

| Msc |                                                                   | Drużyna / Zawodnik                               | Biegi                          | Punkty |
| --- | ----------------------------------------------------------------- | ------------------------------------------------ | ------------------------------ | ------ |
| 1   |                                                                   | Betard Sparta Wrocław                            | Betard Sparta Wrocław          | 50     |
| 1   | Maksym Drabik Damian Dróżdż Adrian Gała                           | (3,3,3,3,3,3) (3,3,2,1,1,3,1) (3,3,2,3,3,2,2)    | 18 14 18                       |        |
| 2   |                                                                   | ŻKS ROW Rybnik                                   | ŻKS ROW Rybnik                 | 30     |
| 2   | Kacper Woryna Kamil Wieczorek Robert Chmiel                       | (1,2,2,3,3,2,1) (2,1,0,1,3,w,1) 8 (2,1,1,1,1,2)  | 14 8                           |        |
| 3   |                                                                   | Renault Zdunek Wybrzeże Gdańsk                   | Renault Zdunek Wybrzeże Gdańsk | 23     |
| 3   | Dominik Kossakowski Aureliusz Bieliński Łukasz Sówka Patryk Beśko | (2,2,0,1,3)) (1,0,1,1,0) (0,3,2,2,2) (1,0,0,2,d) | 8 3 9 3                        |        |
| 4   |                                                                   | Hawi Racing Team Opole                           | Hawi Racing Team Opole         | 17     |
| 4   | Michał Kordas Patryk Malitowski Marcin Turowski                   | (u,0,0,d,0,3) (2,1,2,2,2,3,d) (0,1,1,u,0,0,d)    | 3 12 2                         |        |

Bieg po biegu:
1. Dróżdż, Wieczorek, Beśko, Kordas (u4)
2. Gała, Malitowski, Woryna, Sówka
3. Drabik, Chmiel, Bieliński, Kordas
4. Dróżdż, Kossakowski, Wieczorek, Turowski
5. Drabik, Woryna, Malitowski, Beśko
6. Sówka, Dróżdż, Chmiel, Kordas
7. Drabik, Woryna, Turowski, Bieliński
8. Gała, Kossakowski, Turowski, Wieczorek
9. Woryna, Malitowski, Dróżdż, Beśko
10. Drabik, Sówka, Wieczorek, Turowski (u4)
11. Woryna, Gała, Bieliński, Kordas (d4)
12. Gała, Malitowski, Chmiel, Kossakowski
13. Wieczorek, Sówka, Dróżdż, Turowski
14. Gała, Beśko, Chmiel, Turowski
15. Dróżdź, Malitowski, Bieliński, Wieczorek (w/u)
16. Drabik, Woryna, Kossakowski, Kordas
17. Malitowski, Gała, Chmiel, Beśko (d4)
18. Kordas, Chmiel, Dróżdż, Bieliński
19. Kossakowski, Gała, Wieczorek, Turowski (u4)
20. Drabik, Sówka, Woryna, Malitowski (d4)